# Jan z Nikiu
Jan z Nikiu (stgr. Ιωάννης Νικίου) – koptyjski kronikarz żyjący w drugiej połowie VII wieku; biskup Nikiu. Autor Kroniki świata, doprowadzonej do końca VII wieku.

## Życie
O życiu Jana wiadomo niewiele. Został ordynowany przez papieża Jana III, przed rokiem 689, na koptyjskiego biskupa Nikiu, miasta w Dolnym Egipcie. Papież Symeon I usunął go z urzędu, pod zarzutem spowodowania śmierci jednego z mnichów, przed rokiem 700.

## Dzieło
Jan jest autorem, wzorowanej na dziele Jana Malalasa, Kroniki świata. Podobnie jak Malalas i Jan Antiochijczyk, rozpoczął swą kronikę od Adama i Ewy, przepisując całe partie z Kroniki Malalasa. Przedstawił historię Wschodu, Grecji i Rzymu, by opisując panowanie kolejnych cesarzy rzymskich i bizantyńskich dojść do końca VII stulecia. Wzorem swoich poprzedników, w miarę zbliżania się do czasów, które sam przeżył, przedstawiał wydarzenia coraz bardziej szczegółowo. Szczególnie cenny jest jego dramatyczny, oparty na osobistych przeżyciach, opis zdobycia Egiptu przez Arabów pod wodzą Amra w 642 roku, po taktycznym wycofaniu się wojsk bizantyńskich z Rodos i wcześniejszej klęsce bizantyńskiej ekspedycji wojskowej pod Nikiu (640 rok).
Dawniejsi uczeni byli zdania, że kronika została napisana w języku greckim. Pod koniec XX wieku udowodniono, że Jan napisał ją w języku koptyjskim. Być może została przetłumaczona na grekę, ale nie ma na to dowodów.
Kronika Jana nie była w Bizancjum znana. Nie korzystał z niej, ani nie wzmiankował o niej żaden późniejszy historyk bizantyński.
W średniowieczu Kronika została przetłumaczona na język arabski, a w 1601 roku z arabskiego na język gyyz. Oryginał koptyjski i przekład arabski zaginęły. Zachowało się jedynie, w niezbyt dobrym stanie tłumaczenie etiopskie, ważne źródło do okresu panowania cesarza Herakliusza (610-641) i jego trzech następców (641-668).